# Microgaster kivuana
Microgaster kivuana är en stekelart som beskrevs av De Saeger 1944. Microgaster kivuana ingår i släktet Microgaster och familjen bracksteklar. Inga underarter finns listade i Catalogue of Life.